# András Cserna-Szabó

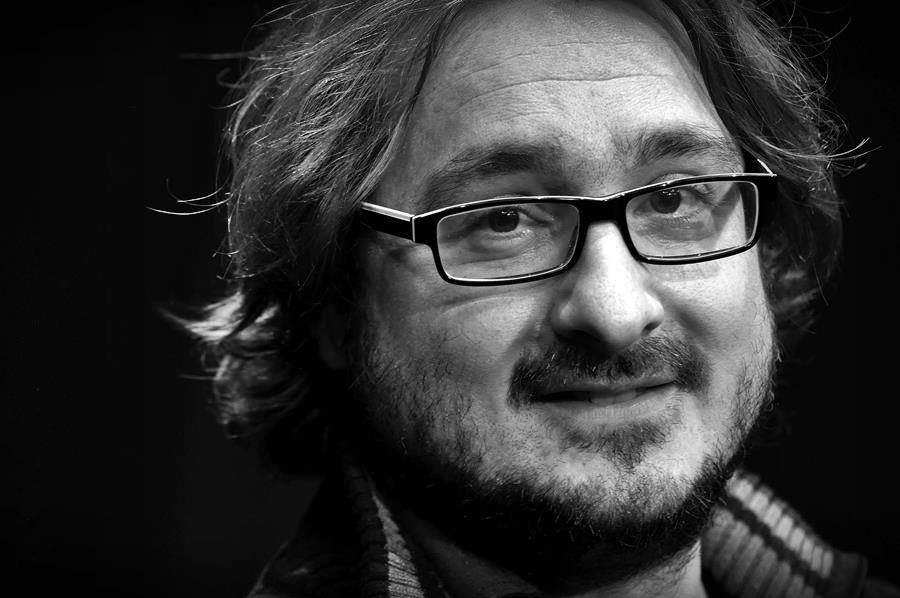
András Cserna-Szabó

András Cserna-Szabó [ˈɒndraːʃ ˈʧernɒ ˈsɒboː] (* 9. März 1974 in Szentes, Komitat Csongrád) ist ein ungarischer Schriftsteller.
Cserna-Szabó lebt zurzeit in Vác und ist Vater eines Sohnes. Bekannt wurde er durch seinen ersten Kurzgeschichtenband Fél Négy (Halb vier). Die diesem Band entstammende Geschichte „Der berühmteste metaphysische Barockdichter aus Szentes“ wurde von Terézia Mora ins Deutsche übertragen und erschien anlässlich des Ungarn-Schwerpunktes der Frankfurter Buchmesse 1999.
Cserna-Szabó ist stilistisch schwer einzuordnen. Er schreibt mitunter phantastische Alltagsgeschichten, die nie einer gewissen Absurdität entbehren. Deswegen wird er auch ab und an mit dem tschechischen Meister des Absurden, Bohumil Hrabal, verglichen.

## Werke
- Fél Négy (Halb vier). Kurzgeschichten. Budapest: Magvető 1998.
- Fél Hét (Halb sieben). Kurzgeschichten. Budapest: Magvető 2001.
- Félelem és reszketés Nagyhályogon (Angst und Schrecken in der Puszta). Kurzgeschichten. Budapest: Magvető 2003.
- Levin Kört. Kurzgeschichten. Budapest: Ulpius 2005.